# Бєлякова Анастасія Євгенівна
Анастасія Євгенівна Бєлякова (рос. Анастаси́я Евге́ньевна Беляко́ва, нар. 1 травня 1993, Златоуст, Челябінська область, Росія) — російська боксерка-любитель, бронзова призерка Олімпійських ігор 2016 року, чемпіонка світу 2014 року, чемпіонка Європейських ігор 2015 року.

## Любительська кар'єра

### Чемпіонат світу 2014
- 1/16 фіналу:Перемогла Анаіс Кістлер (Швейцарія) - PTS (3-0)
- 1/8 фіналу:Перемогла Хей Лілі (Китай) - PTS (3-0)
- 1/4 фіналу:Перемогла Павітру (Індія) - PTS (3-0)
- 1/2 фіналу:Перемогла Шім Хе Джун (Південна Корея) - PTS (3-0)
- Фінал:Перемогла Санді Райян (Англія) - PTS (3-0)

### Чемпіонат світу 2016
- 1/16 фіналу:Перемогла Валеріану Спісер (Домініка) - PTS (3-0)
- 1/8 фіналу:Перемогла Адріану Араужо (Бразилія) - PTS (3-0)
- 1/4 фіналу:Перемогла Асну Лашгар (Марокко) - PTS (2-0)
- 1/2 фіналу:Перемогла Міру Потконен (Фінляндія) - PTS (3-0)
- Фінал:Програла Естель Мосселі (Франція) - PTS (0-3)

### Олімпійські ігри 2016
- 1/4 фіналу:Перемогла Мікаелу Майєр (США)- PTS (2-0)
- 1/2 фіналу:Програла Естель Мосселі (Франція) - TKO